# سن میگل د کسومل
سَن میگِل دِ کُسومِل (اسپانیایی: San Miguel de Cozumel‎; تلفظ اسپانیایی: [san mi'ɣel de kosu'mel]) بزرگترین شهر شهرستان کسومل در ایالت کینتانا رو مکزیک است.
این شهر، طبق سرشماری سال ۲۰۱۰، ۷۷٬۲۳۶ نفر جمعیت دارد و ۱ متر بالاتر از سطح دریا واقع شده‌است.